# Anión ácido
Los aniones ácidos son los aniones poliatómicos derivados de algunos oxoácidos, como el ácido sulfúrico, o de algunos hidrácidos con dos hidrógenos, como el ácido sulfhídrico.
Si el ácido hidrácido sulfhídrico pierde los dos hidrógenos, que suele ser lo usual, se formaría el anión normal sulfuro (S2-) adquiriendo dos cargas negativas correspondientes a los hidrógenos que ha perdido. Por otra parte, si el ácido pierde sólo un hidrógeno se formará el hidrogenosulfuro, que es un anión ácido y tiene carga (HS-). En este caso sólo lleva una carga negativa dado que sólo ha perdido un hidrógeno. Hay otro término también aceptado a los aniones ácidos que sólo tienen un hidrógeno y se forma añadiendo el prefijo bi: en este caso sería bisulfuro. Claro que este término puede conducir a confusión por parecerse a disulfuro (S22-).
Si se tratáse del ácido sulfúrico se formaría el anión normal sulfato (SO42-) y el hidrogenosulfato o bisulfato (HSO4-).
Tratándose de un ácido oxácido con cuatro hidrógenos, como el ácido pirofosfórico o difosfórico (H4P2O7), ambos nombres están aceptados), los aniones resultantes al perder X hidrógenos serían: 
- Cuatro hidrógenos menos: difosfato o pirofosfato (P2O74-).
- Tres hidrógenos menos: hidrogenodifosfato o hidrogenopirofosfato(HP2O73-).
- Dos hidrógenos menos: dihidrogenodifosfato o dihidrogenopirofosfato (H2P2O72-).
- Un hidrógeno menos: trihidrogenodifosfato o trihidrogenopirofosfato (H3P2O7-).

- Datos: Q5696168